# Аттіла Зубор
Аттіла Зубор (угор. Attila Zubor, 12 березня 1975) — угорський плавець.
Учасник Олімпійських Ігор 1996, 2000, 2004 років.
Призер Чемпіонату світу з водних видів спорту 1998 року.
Призер Чемпіонату Європи з водних видів спорту 2004 року.